# Achim Hofer
Achim Hofer (* 1955 in Oberhausen) ist ein deutscher Musikwissenschaftler, Musikpädagoge und Hochschullehrer.

## Leben
Hofer studierte an der Universität Paderborn die Fächer Musik, Germanistik und Erziehungswissenschaft. Nach dem I. und II. Staatsexamen studierte unter anderem Musikwissenschaft an der heutigen Hochschule für Musik Detmold und an der Johannes Gutenberg-Universität Mainz, wo er 1987 mit der Arbeit Studien zur Geschichte des Militärmarsches promovierte.
Von 1981 bis 1999 unterrichtete er im Schuldienst Musikerziehung, ab 1994 auch als Dozent an der Universität Dortmund und an der Robert Schumann Hochschule Düsseldorf. 1999 wurde er auf den Lehrstuhl für Musikwissenschaft und Musikpädagogik auf dem Campus Landau der Universität Koblenz-Landau (seit 2023: Rheinland-Pfälzische Technische Universität Kaiserslautern-Landau) berufen, wo er Leiter des Instituts für Musikwissenschaft und Musik im Fachbereich Kultur- und Sozialwissenschaften war. Er war Mitglied im Fachbereichsrat. Hofer ist seit dem 1. Oktober 2020 im Ruhestand und arbeitet an dem Projekt: Oper ›von unten‹.
Hofers Forschungsschwerpunkte liegen im Bereich Frühgeschichte der Harmoniemusik, Bläser- und Blasmusik sowie Militärmusik im Nationalsozialismus.
Er lebt in Herxheim bei Landau.